# Ronde van Frankrijk 2007/Twintigste etappe
De twintigste etappe van de Ronde van Frankrijk 2007 werd verreden op 29 juli 2007 tussen Marcoussis en Parijs over een afstand van 146 kilometer. Het was de slotrit van de Tour.

## Verloop
Het peloton deed het rustig aan tot men in Parijs arriveerde. Zo viel Cadel Evans de gele trui van Alberto Contador niet aan. Gert Steegmans passeerde als eerste de 2 beklimmingen van de dag.
In Parijs ontstond er al snel een tienkoppige kopgroep, bestaande uit José Iván Gutiérrez, Nicolas Portal, Juan Antonio Flecha, Simon Gerrans, Christian Knees, Alessandro Ballan, Ronny Scholz, Murilo Fischer, Anthony Charteau en Mickaël Delage. Gerrans kwam als eerste door bij de tussensprint en omdat Robert Hunter daar geen punten pakte, verzekerde Tom Boonen zich nog voor de eindstreep van het groen.

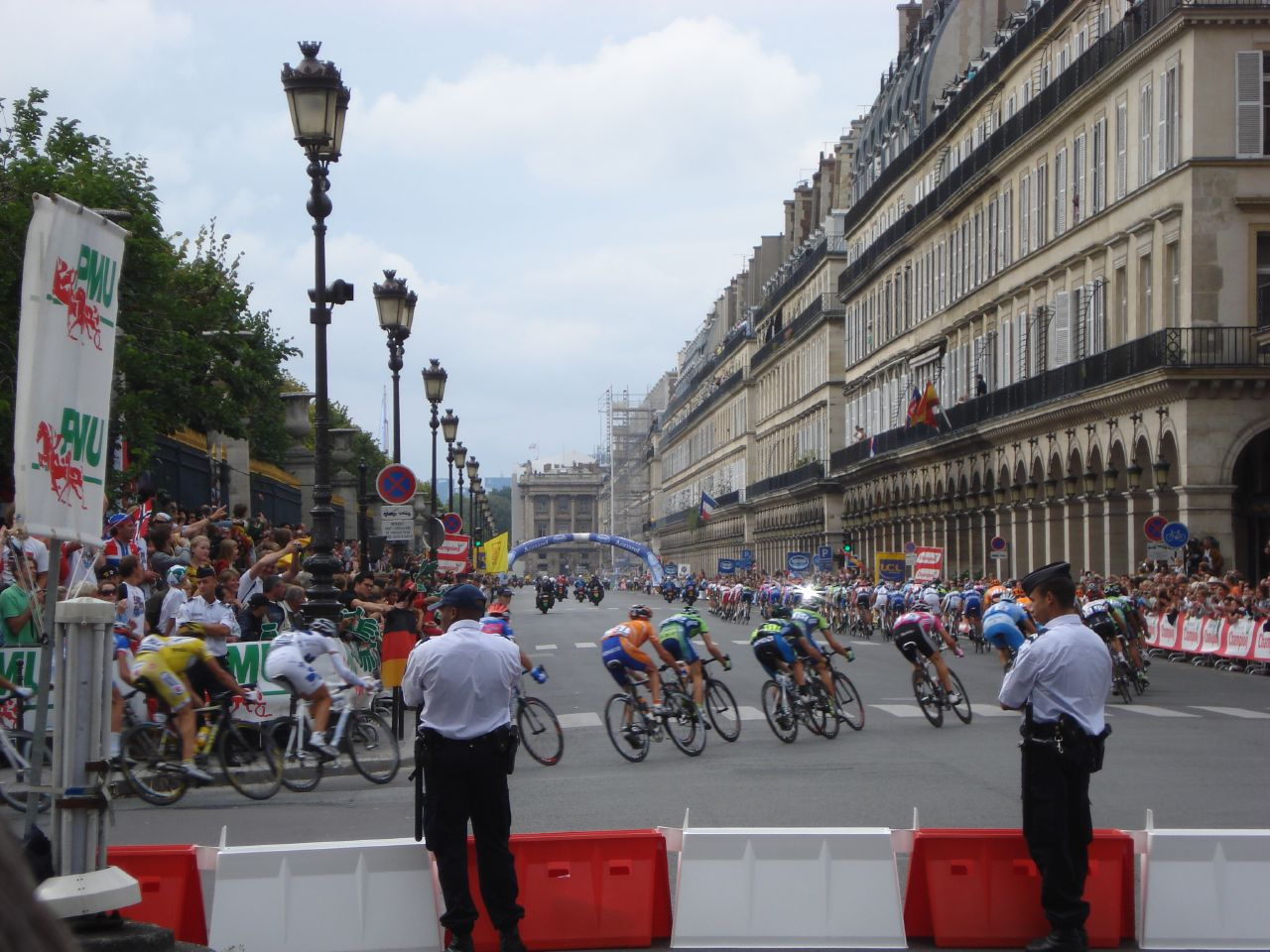
Het peloton in de laatste etappe in Parijs.

In het laatste van 8 rondjes werd het tiental weer opgeslokt door het peloton en zo zou de laatste rit uitdraaien op een massasprint. Daniele Bennati was de snelste en pakte zijn tweede etappezege, nadat hij eerder al een etappe had gewonnen nadat hij was meegesprongen in een ontsnapping. Thor Hushovd en Erik Zabel werden tweede en derde. Ook eindwinnaar Alberto Contador kwam juichend over de streep.
Tom Boonen eindigde als vijfde in de etappe en mocht ook in Parijs weer het groen aantrekken. Ook de andere klassementen wisselden niet van leider; Contador behield het geel en het wit, Mauricio Soler de bolletjestrui, Discovery Channel het ploegenklassement en Amets Txurruka kreeg vanwege zijn aanvalslust het rood rugnummer.

### Tussensprints
- Eerste tussensprint in Châtenay-Malabry, na 74 km: Lilian Jégou
- Tweede tussensprint in Parijs (Champs-Élysées), na 108,5 km: Simon Gerrans

### Bergsprints
- Eerste bergsprint, Côte de St.-Rémy-les-Chevreuses (4de cat.), na 51 km: Gert Steegmans
- Tweede bergsprint, Côte de Chateaufort (4de cat.), na 54,5 km: Gert Steegmans

## Uitslag
| rang | renner             | land                | ploeg                  | tijd       |
| ---- | ------------------ | ------------------- | ---------------------- | ---------- |
| 1    | Daniele Bennati    | Italië              | Lampre                 | 3u 51' 03" |
| 2    | Thor Hushovd       | Noorwegen           | Crédit Agricole        | z.t.       |
| 3    | Erik Zabel         | Duitsland           | Team Milram            | z.t.       |
| 4    | Robert Hunter      | Zuid-Afrika         | Team Barloworld        | z.t.       |
| 5    | Tom Boonen         | België              | Quickstep - Innergetic | z.t.       |
| 6    | Sébastien Chavanel | Frankrijk           | La Française des Jeux  | z.t.       |
| 7    | Fabian Cancellara  | Zwitserland         | Team CSC               | z.t.       |
| 8    | David Millar       | Verenigd Koninkrijk | Saunier Duval          | z.t.       |
| 9    | Robert Förster     | Duitsland           | Gerolsteiner           | z.t.       |
| 10   | Manuel Quinziato   | Italië              | Liquigas               | z.t.       |

## Algemeen klassement
| rang | renner             | land             | ploeg               | tijd        |
| ---- | ------------------ | ---------------- | ------------------- | ----------- |
| 1    | Alberto Contador   | Spanje           | Discovery Channel   | 91u 00' 26" |
| 2    | Cadel Evans        | Australië        | Predictor - Lotto   | op 23"      |
| 3    | Levi Leipheimer    | Verenigde Staten | Discovery Channel   | op 31"      |
| 4    | Carlos Sastre      | Spanje           | Team CSC            | op 7' 08"   |
| 5    | Haimar Zubeldia    | Spanje           | Euskaltel - Euskadi | op 8' 17"   |
| 6    | Alejandro Valverde | Spanje           | Caisse d'Epargne    | op 11' 37"  |
| 7    | Kim Kirchen        | Luxemburg        | T-Mobile Team       | op 12' 18"  |
| 8    | Jaroslav Popovytsj | Oekraïne         | Discovery Channel   | op 12' 25"  |
| 9    | Mikel Astarloza    | Spanje           | Euskaltel - Euskadi | op 14' 14"  |
| 10   | Óscar Pereiro      | Spanje           | Caisse d'Epargne    | op 14' 25"  |

## Strijdlust
- De prijs van de strijdlust - het rood rugnummer - ging in deze etappe naar de Fransman Freddy Bichot van het Franse Agritubel. De Spanjaard Amets Txurruka van het Spaanse Euskaltel-Euskadi werd eindwinnaar in het strijdlustklassement. Txurruka won ook al de prijs van de strijdlust in de 12e etappe.

Proloog ·
1e etappe ·
2e etappe ·
3e etappe ·
4e etappe ·
5e etappe ·
6e etappe ·
7e etappe ·
8e etappe ·
9e etappe ·
10e etappe ·
11e etappe ·
12e etappe ·
13e etappe ·
14e etappe ·
15e etappe ·
16e etappe ·
17e etappe ·
18e etappe ·
19e etappe ·
20e etappe
Startlijst · Eindstanden · Afbeeldingen